# Gazpromavia
Gazpromavia (in russo: Газпромавиа) è una compagnia aerea russa con sede a Mosca, nella Russia europea.
Opera voli charter passeggeri e merci, principalmente a sostegno dell'industria petrolifera e del gas. Opera anche voli nazionali e internazionali di linea da Mosca.

## Flotta
A dicembre 2024 la flotta di Gazpromavia composta come riportato di seguito.